# Géologie de la Corse
La Corse est la partie nord du bloc corso-sarde, microcontinent séparé du sud du continent eurasiatique durant le Néogène. Véritable "montagne dans la mer", la Corse reflète dans sa géologie complexe les événements tectoniques qui ont affecté le sud de l'Europe du Protérozoïque à l'époque actuelle. L'île est constituée de deux grands domaines géologiques : la Corse occidentale "cristalline", formée par l'orogenèse varisque de la fin du Paléozoïque ; et la Corse "schisteuse" au nord-est, résultat de l'orogenèse alpine du Crétacé à nos jours. Un patrimoine géologique remarquable a valu à la Corse le surnom d'élysée de la géologie. Les richesses du sous-sol de l'île n'ont toutefois pu empêcher le déclin de son industrie minière.

## Domaines et structures géologiques de Corse

Carte des structures et domaines géologiques de la Corse.

La géologie insulaire détermine quatre grands domaines géographiques :
- la Corse cristalline, à roches magmatiques, qui comprend les deux tiers de l'île à l'ouest d'une ligne Calvi-Solenzara ; on y trouve les sommets les plus élevés, et un littoral escarpé se prolongeant de canyons sous-marins.
- la Corse schisteuse ou alpine au Nord-Est (dont le cap Corse), fortement boisée, au sous-sol constitué notamment d'ophiolites fréquemment plissées.
- une dépression centrale de l'Île Rousse à Corte et Solenzara, sillon d'altitude modérée parsemé de collines de calcaires et grès d'âge Jurassique à Eocène
- des plaines et plateaux côtiers formés de roches sédimentaires marines et alluviales : plaine orientale, causse de Bonifacio...

## Histoire géologique de la Corse
La Corse a parfois reçu le nom d' élysée de la géologie du fait de ses affleurements spectaculaires et de sa riche histoire géologique :
- à l'ère Paléozoïque, la Corse fait partie du sud de la chaîne hercynienne, comme en témoignent ses nombreux granites et la caldeira volcanique du Cinto. Quelques lambeaux de calcaires siluriens subsistent près de Galéria, tandis qu'au Carbonifère-Permien de petits bassins piègent des sédiments détritiques parfois porteurs de charbon (Osani).

- au début du Mésozoïque, l'ouverture de la mer Téthys à l'emplacement actuel des Alpes et de la mer Tyrrhénienne s'accompagne de la formation d'ophiolites, dont les épaisses laves en coussins de l'Inzecca à Ghisoni. Ces roches du plancher océanique et les sédiments marins qui les recouvraient, peu métamorphisés, constituent aujourd'hui la majeure partie des roches de Castagniccia et du Cap Corse.

- à la fin du Mésozoïque (Crétacé supérieur), la remontée vers le nord de l'Afrique et de la petite plaque ibérique forme par compression la chaîne pyrénéo-provençale. La Corse et la Sardaigne en font partie. Les ophiolites sont alors charriées en altitude, ce qui explique leur emplacement actuel bien au-dessus du niveau de la mer.

- au début du Cénozoïque, le microcontinent corso-sarde est à nouveau émergé mais encore accolé à la marge sud de l'Europe continentale, à la hauteur du Massif des Maures. C'est entre la fin de l'Eocène (35 Ma) et le début du Miocène (18 Ma) qu'une nouvelle phase tectonique d'extension et de rotation donne finalement à la Corse son insularité, un caractère montagneux, et porte à l'affleurement ses roches variées. L'asséchement de la mer Méditerranée durant la crise de salinité messinienne relie temporairement l'île aux continents voisins.

- durant les glaciations quaternaires, l'île conserve un climat tempéré qui favorise la survie d'espèces endémiques. Seuls de petits glaciers se développent temporairement dans les plus hauts massifs, avec pour seule trace contemporaine des moraines et lacs de montagne. Malgré la baisse du niveau marin au plus fort de ces glaciations, la Corse semble avoir conservé son insularité.